# Concile du Chêne
Le concile du Chêne est un concile organisé en juillet 403 dans la villa du préfet Rufin, à Chalcédoine, nommée « villa du Chêne ». Il est présidé par Théophile d'Alexandrie, Acace de Béroé, Antiochos de Ptolémaïde, Sévérien de Gabala et Cyrin de Chalcédoine. Cyrille d'Alexandrie y participe avec son oncle,. 
Ce concile organisé par ses ennemis, dépose Jean Chrysostome, patriarche de Constantinople et s'attaque aussi à Héraclide, évêque d'Éphèse, que Chrysostome a fait élire à Éphèse. Il semble être motivé par des raisons politiques et un complot est à envisager, Chrysostome s'étant brouillé avec l'empereur romain Arcadius, l'impératrice Eudoxie et recevant l'hostilité du patriarche d'Alexandrie, Théophile, qui souhaite conserver une position prépondérante dans l'Église d'Orient, face à la montée en puissance de Constantinople,.

## Déroulé
Après les persécutions visant les moines origénistes en Égypte, que Théophile d'Alexandrie entreprend, une cinquantaine se réfugie à Constantinople en 401, où ils sont accueillis par Jean Chrysostome. Celui-ci leur accorde l'hospitalité et somme Théophile d'Alexandrie de venir s'expliquer devant un concile dans la capitale. Celui-ci vient, et profitant des relations tendues entre Chrysostome et l'empereur romain Arcadius, est accompagné de quarante-cinq évêques, principalement égyptiens, dont Cyrille d'Alexandrie, son neveu. Ces évêques se réunissent alors dans la villa du préfet Rufin, à Chalcédoine et ouvrent un procès ecclésiastique à l'encontre de Jean Chrysostome, qui se solde par sa déposition et sa réduction à l'état laïc. Jean Chrysostome refuse de s'y présenter. Héraclide d'Éphèse est accusé, mais renvoie la faute des accusations portées contre lui sur Chrysostome.

## Participants
Outre Théophile d'Alexandrie, Cyrille d'Alexandrie, Acace de Béroé, Antiochos de Ptolémaïde, Sévérien de Gabala et Cyrin de Chalcédoine, participent aussi Paul d'Héraclée et Arsace de Constantinople, successeur de Chrysostome au patriarcat de Constantinople, qui est l'un de ses accusateurs.

## Actes d'accusation
Photios, qui a lu les actes du concile, renseigne une partie des accusations qui pèsent sur Chrysostome, dont voici les dix premières, mais qui sont au nombre d'une trentaine : 
- 1. Il est accusé d'avoir fait fouetter et enchaîner un moine nommé Jean.
- 2. Il est accusé d'avoir vendu des biens de l'Église.
- 3. Il est accusé d'avoir vendu le marbre que Nectaire de Constantinople a mis de côté pour l'église saint Anastase.
- 4. Il est accusé d'avoir insulté le clergé comme étant « sans honneur, corrompu, inutile en soi et sans valeur ».
- 5. Il est accusé d'avoir appelé saint Épiphane un idiot et un démon.
- 6. Il est accusé d'avoir intrigué contre Sévérien de Gabala.
- 7. Il est accusé d'avoir écrit un livre diffamant contre le clergé.
- 8. Il est accusé d'avoir rassemblé les membres du clergé, et accusé trois diacres, Acace, Edaphe et Jean, sur une accusation de vol de sa capuche (scapulaire ou omophorion, le grec n'est pas précis).
- 9. Il est accusé d'avoir consacré Antoine évêque, bien qu'il a été reconnu coupable de piller les tombes.
- 10. Il est accusé d'avoir dénoncé le comte Jean lors d'une réunion séditieuse des troupes.

## Liens avec le concile d'Éphèse
Le concile du Chêne comporte des liens avec le concile d'Éphèse, qui dépose et excommunie Nestorius,. En effet, Chrysostome est aussi issu de l'École d'Antioche, il est aussi un disciple de Diodore de Tarse, utilise parfois une terminologie qui sera plus tard condamnée comme « nestorienne »,,,, et est ciblé par le patriarche d'Alexandrie et par Cyrille d'Alexandrie, qui s'attaquera plus tard à Nestorius,,. De plus, comme dans le concile du Chêne et dans les relations entre Chrysostome et Eudoxie, l'impératrice Pulchérie, qui semble se considérer comme une nouvelle Marie, est condamnée comme une « Jézabel » par Nestorius, auquel elle déclare : « N'ai-je pas donné naissance à Dieu ? », se comparant à Marie, afin de justifier qu'elle peut entrer dans le sanctuaire pour communier avec les prêtres ; à la suite de quoi il lui répond « Non, tu as enfanté Satan ».